# Ropica punctiscapa
Ropica punctiscapa là một loài bọ cánh cứng trong họ Cerambycidae.